# Miss Santa Catarina BE Emotion 2019
Miss Santa Catarina 2019 foi a 62ª edição do tradicional concurso de beleza feminino de Miss Santa Catarina, válido para a disputa de Miss Brasil 2019, único caminho para o Miss Universo. A disputa teve a participação de dezessete (17) candidatas e ocorreu no Ariribá Club, localizado na cidade de Balneário Camboriú, litoral do Estado. A cerimônia foi coordenada pelo empresário Túlio Cordeiro e teve como vencedora a representante da capital, Florianópolis Patrícia Marafon,  coroada por sua antecessora, Miss Santa Catarina BE Emotion 2018 Débora Silva. 

## Resultados

### Colocações
| Posição               | Município e candidata                                                                                                   |
| Vencedora             | - Florianópolis - Patrícia Marafon                                                                                      |
| 2º. Lugar             | - Concórdia - Pâmela Calderolli                                                                                         |
| 3º. Lugar             | - Joinville - Tamíris Wensiboski                                                                                        |
| 4º. Lugar             | - Blumenau - Thaís Bonatti                                                                                              |
| 5º. Lugar             | - Otacílio Costa - Karol Tillmann                                                                                       |
| 6º. Lugar             | - Xaxim - Gabriela Lunardi                                                                                              |
| Top 10 Semifinalistas | - Balneário Camboriú - Sabrina Roncelli - Criciúma - Júlia Moraes - Içara - Cínthia Vieira - Ituporanga - Beatriz Bilck |

### Prêmio especial
O concurso distribuiu os seguintes prêmios este ano:
| Prêmio         | Município e candidata                  |
| Miss Simpatia  | - Lages - Caroline Costa               |
| Miss Elegância | - Ituporanga - Beatriz Bilck           |
| Miss Fotogenia | - Braço do Norte - Gabriela Schmöeller |
| Melhor Corpo   | - Florianópolis - Patrícia Marafon     |
| Melhor Torcida | - Ituporanga - Beatriz Bilck           |

### Ordem dos Anúncios
| 1. Criciúma 2. Ituporanga 3. Balneário Camboriú 4. Joinville 5. Xaxim 6. Blumenau 7. Içara 8. Concórdia 9. Otacílio Costa 10. Florianópolis | 1. Otacílio Costa 2. Blumenau 3. Florianópolis 4. Concórdia 5. Xaxim 6. Joinville |  |  |

## Candidatas

### Oficiais
Disputaram o título este ano: 
| - Balneário Camboriú - Sabrina Roncelli - Blumenau - Thaís Bonatti - Braço do Norte - Gabriela Schmöeller - Brusque - Isabela Cabral - Camboriú - Pietra Ruegenberg - Chapecó - Cássia Oliveira | - Concórdia - Pâmela Calderolli - Criciúma - Júlia Moraes - Florianópolis - Patrícia Marafon - Gaspar - Carla Eising - Içara - Cínthia Vieira - Itajaí - Thaísa Francisco | - Ituporanga - Beatriz Bilck - Joinville - Tamíris Weinsiboski - Lages - Caroline Costa - Otacílio Costa - Karol Tillmann - Xaxim - Gabriela Lunardi |

## Jurados
| Ajudaram a definir a campeã: 1. Andrea Scheffer, fotógrafa; 2. Mariana Fletak, dermatologista; 3. Marcelo Sóes, coordenador do Miss Brasil BE Emotion; 4. Daniela Colzani, empresária e estilista; 5. Luciana Raulp, jornalista; 6. Karla Vivian, estilista; | Ajudaram a definir o Top 06: 1. Aline Wolf, esteticista; 2. Marcelo Sóes, coordenador do Miss Brasil BE Emotion; 3. Francine Eickemberg, Miss Santa Catarina 2000; 4. Aline Decker, jornalista; |